# Рей, Ханс Аугусто
Ханс Аугусто (Х. А.) Рей (англ. Hans Augusto "H.A." Rey; урождённый Ханс Аугусто Рейерсбах, нем. Hans Augusto Reyersbach; 16 сентября 1898, Гамбург — 26 августа 1977, Кембридж (Массачусетс)) — детский писатель и иллюстратор, в соавторстве и сотрудничестве со своей женой Маргрет Рей опубликовавших множество книг, из которых наибольшую известность получила серия приключений обезьянки под названием «Любопытный Джордж».

## Биография
Ханс и его будущая жена Маргрет родились в Германии в смешанных немецко-еврейских семьях. Они познакомились в Бразилии, где Ханс работал торговцем, а Маргрет бежала туда позже, спасаясь от нацистских преследований. Они поженились в 1935 г. и переехали жить в Париж в том же году.
В Париже рисунки животных, выполненные Реем, привлекли внимание французского издателя, который заказал ему написать детскую книжку. В результате была выпущена ныне малоизвестная повесть «Сесили Дж. и девять обезьянок», один из героев которой, по прозвищу Любопытный Джордж, стал героем отдельной серии книг.
С началом Второй мировой войны их работа была прервана. Будучи евреями, они решили покинуть Париж до прихода немцев. Ханс собрал из деталей два велосипеда, и они покинули Париж всего за несколько часов до его падения. Среди немногих вещей, которые они взяли с собой, была иллюстрированная рукопись «Любопытного Джорджа».
Реям удалось добраться до Испании, откуда они на поезде приехали в Португалию, а оттуда — в Бразилию, затем в Нью-Йорк. Там в 1941 г. их книги начало публиковать издательство Houghton Mifflin. Изначально они хотели сделать иллюстрации акварельными, но из-за типографских сложностей им пришлось использовать формат, близкий к мультипликационному (позднее были выпущены книги и с оригинальными акварельными иллюстрациями).
«Любопытный Джордж» сразу же стал успешным изданием, и издатель заказал Реям написать продолжения приключений обезьянки и его друга, Человека в жёлтой шляпе. Всего было написано семь книг из этой серии, где Ханс в основном занимался иллюстрациями, а Маргрет — написанием текстов, однако в целом их работа была совместной. В первых публикациях, однако, имя Маргрет не появлялось на обложке, поскольку в то время существовал предрассудок по поводу качества написанных женщинами книг для детей; в более поздних публикациях это упущение было исправлено.
В 1960 году повесть «Любопытный Джордж получает работу» получила премию Льюиса Кэрролла.
В 1963 году семья Реев переехала в город Кембридж в штате Массачусетс, где они и жили до смерти Ханса в 1977 году.

## Схемы созвездий

Традиционная диаграмма созвездия Близнецов.
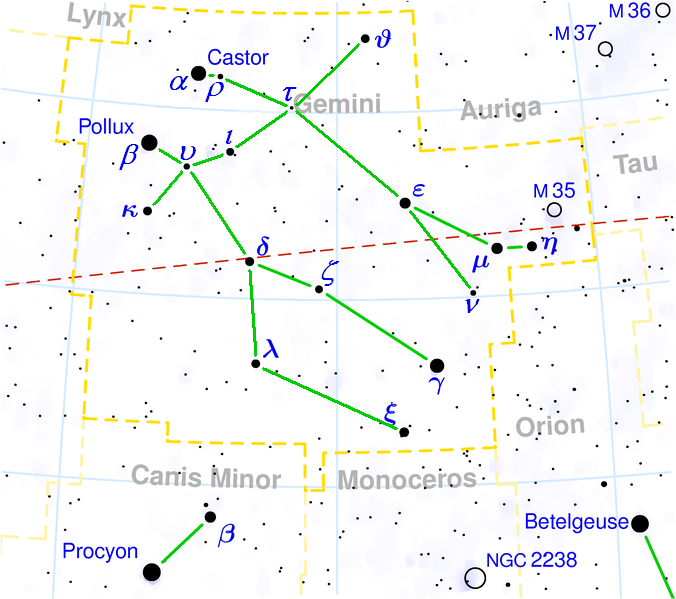
Альтернативная диаграмма, предложенная Реем.
Традиционная диаграмма созвездия Льва.
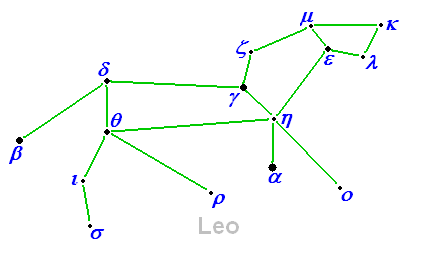
Альтернативная диаграмма, предложенная Реем.
Традиционная диаграмма созвездия Девы.
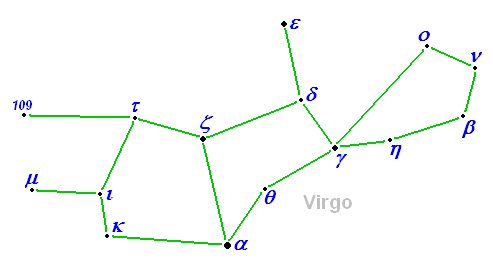
Альтернативная диаграмма, предложенная Реем.

До публикации в 1952 г. популярной книги супругов Реев «Звёзды: новый способ их увидеть» (The Stars: A New Way to See Them, ISBN 0-395-24830-2) диаграммы созвездий были весьма схематичными, трудно поддающимися запоминанию, в особенности потому, что опорными точками служили некоторые плохо видимые в густонаселённых регионах звёзды. Рей предложил новые, образные и легко запоминающиеся диаграммы созвездий, которые быстро были приняты астрономическим сообществом и в настоящее время часто используются в астрономической литературе, например, в справочнике Дональда Менцеля «Полевое руководство по звёздам и планетам» (A Field Guide to the Stars and Planets). Книга Реев с звёздными диаграммами продолжает издаваться с некоторыми дополнениями и уточнениями.

## Книги, которые написал Х. А. Рей
- «Сесили Г. и девять обезьян» (англ. Cecily G. and the Nine Monkeys)
- «Любопытный Джордж» (англ. Curious George, издана в России в 2011 году)
- «Любопытный Джордж находит работу» (англ. Curious George Takes a Job, издана в России в 2011 году)
- «Любопытный Джордж и велосипед» (англ. Curious George Rides a Bike, издана в России в 2011 году)
- «Любопытный Джордж получает медаль» (англ. Curious George Gets a Medal, издана в России в 2012 году)
- «Любопытный Джордж запускает воздушного змея» (англ. Curious George Flies a Kite, издана в России в 2012 году)
- «Любопытный Джордж учит алфавит» (англ. Curious George Learns the Alphabet)
- «Любопытный Джордж едет в больницу» (англ. Curious George Goes to the Hospital, издана в России в 2013 году)
- «Поток животных» (англ. Feed the Animals)
- «Найти созвездия» (англ. Find the Constellations)
- «Элизабет — Приключения среди хищных растений» (англ. Elizabite — Adventures of a Carnivorous Plant)
- «Как вы получаете там?» (англ. How Do You Get There?)
- «Кренделёк» (англ. Pretzel)
- «Звёзды. Новые очертания старых созвездий» (англ. The Stars: A New Way to See Them, на русском вышла в 1969 году под названием «Звёзды»)
- «Где мой ребёнок?» (англ. Where's My Baby?)
- «Смотри цирк» (англ. See the Circus)
- «Бело-чёрный пингвин смотрит на мир» (англ. Whiteblack the Penguin Sees the World)
- «Клэр на Луне и другие французские детские песни» (англ. Au Clair de la Lune and other French Nursery Songs) (1941)
- «Пятнистый» (англ. Spotty) (1945)

## Книги, которые иллюстрировал Х. А. Рей
- «Зебрология» (англ. Zebrology, 1937)
- «Некарманная Кэти» (англ. Katy No-Pocket, 1972)